# Synaldis exitiosae
Synaldis exitiosae är en stekelart som beskrevs av Fischer 1967. Synaldis exitiosae ingår i släktet Synaldis och familjen bracksteklar. Inga underarter finns listade i Catalogue of Life.